# Kobayashi Kahaku
Kobayashi Kahaku (japanisch (小林 柯白); geboren 1896 in Osaka; gestorben 8. November 1943 in Kyōto) war ein japanischer Maler der Nihonga-Richtung.

## Leben und Werk
Kobayashi Kahaku studierte Malerei unter Imamura Shikō und Yasuda Yukihiko. 1923 konnte er auf der 9. „Inten“-Ausstellung das Bild „Yama“ (山) – „Berge“, 1924 auf der 10.  „Hasu“ (蓮) – „Lotos“ und 1925 auf der 11. „Yase ōhara“ (八瀬大原) ausstellen. In dem Jahr wurde er als Mitglied des Nihon Bijutsuin aufgenommen. 1931 war er auf der Ausstellung japanische Malerei 1931 in Berlin zu sehen.
Kobayashi stellte auch auf der staatlich „Teiten“ und auf den sich anschließenden Ausstellungsreihen aus.
Neben den unten gezeigten Bildern gibt es Bilder in seinen Altersjahren wie
- „Nagao dori“ (長尾鳥) – „Nagao-Vogel“
- „Seseragi“ (せゝらぎ) – „Seseragi“, ein Ort in der Präfektur Gumma
- „Iso“ (磯) – „Meeresufer“
- „Ryōanji no niwa“ (竜安寺の庭) – „Ryōan-ji-Garten“